# 문헌 자료
문헌 자료(文獻 資料, Historical document)는 역사 연구에 있어 역사적 가치를 지닌 문서나 서적을 의미한다.
문헌 자료는 사람, 장소 또는 사건에 대한 중요한 역사적 정보를 포함하는 원본 문서이므로 역사적 방법론의 중요한 구성 요소로서 주요 출처 역할을 할 수 있다.
중요한 문헌 자료는 증서, 법률, 전투 기록(종종 승자 또는 자신의 관점을 공유하는 사람이 제공함) 또는 권력자의 착취일 수 있다. 이 문서들은 역사적인 관심을 끌기는 하지만 평범한 사람들의 일상생활이나 사회가 기능하는 방식을 자세히 설명하지는 않는다. 인류학자, 역사가 및 고고학자는 일반적으로 평범한 사람들의 일상 생활을 설명하는 문서에 더 관심이 있다. 문서에는 그들이 무엇을 먹었는지, 다른 가족 구성원 및 사회 집단과의 상호 작용, 마음 상태가 표시되어 있다. 역사의 특정 시기에 사회가 기능했던 방식을 이해하고 설명하도록 허용하는 것은 바로 이 정보이다. 그리스어 ostraka는 "서민 사이에서"의 문헌 자료의 좋은 예를 제공한다.
개인의 편지, 사진, 계약서, 신문, 의무기록 등 오늘날 생산되는 많은 문서들은 미래에 귀중한 문헌 자료로 여겨질 것이다. 그러나 이들 중 대부분은 수명이 제한된 일반 용지에 인쇄되거나 디지털 형식으로 저장되어 시간이 지남에 따라 추적되지 않기 때문에 미래에 손실될 수 있다.

## 같이 보기
- 사료
- 아카이브
- 고문서학